# 呉錦堂
呉 錦堂（ご きんどう、1855年11月14日 - 1926年1月14日）は、明治から大正時代の在日中国人貿易商。相場師。浙江省寧波府慈谿県の生まれ。在日華僑最大の豪商。勲六等瑞宝章・紺綬褒章受章。

## 来歴・人物

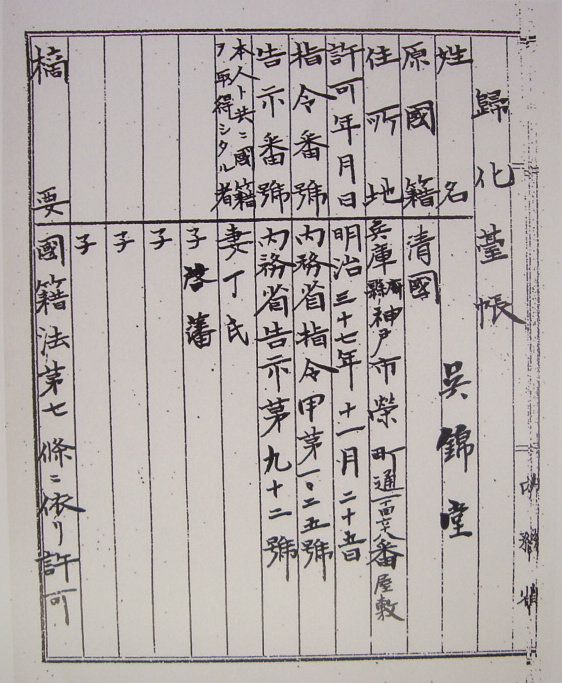
1904年呉錦堂の帰化台帳

浙江省寧波府慈谿県にて、農家の長男として生まれる。本名は作镆。呉家は何世代も農業に従事していたため、家の環境が悪く、呉錦堂は現地の塾で2年間本を読んだだけで学校をやめ、家に帰って父親の農業を手伝った。
上海でのローソク店勤務の後、1885年(明治18)年に長崎へ渡来。雑貨の行商でこつこつと蓄財を続け、1888年(明治21年)大阪・川口居留地の蝙蝠傘商・川瀬与三郎商店を実質経営するようになる。
1890年(明治23年)に神戸へ移り、貿易・海運会社「怡生号」を創設。ボロ船を1隻買うと、神戸特産のマッチや雑貨を中国へ輸出。
1894年(明治27年)には日本のマッチ王といわれた瀧川辨三と合弁でマッチの輸出会社「義生号」を設立した。
呉錦堂合資会社と名称を変更してから軌道に乗り、次第に店を大きくした。開港後の上海は、中国の内外流通の中継点であり、拡大する商業機会に乗じて台頭したと考えられている。日本で生産されたマッチ、雨傘、セメントなどの製品を中国や東南アジアに輸出し、中国からは綿花、大豆、大豆油、菜種油などを日本市場に大量に輸入した。
また、日清戦争(1894年7月25日 – 1895年11月30日)が始まると、中国の貿易商の多くは帰国したにもかかわらず、呉錦堂は神戸に留まり、貿易を盛んに行ったことが彼が財を成す土台となった。その証拠として、日清戦争終了の10年後、日露戦争が始まった時、彼は各自当時の金で10万円、さらに華僑貿易業者にも呼びかけ計45万円(現在の45億円)を集め、軍債に応募。別に個人で恤兵費として2000円を寄付している。
1904年(明治37年)11月に麦少彭の推薦により日本国籍を取得。中国国籍は放棄せず、当時の中国では認められていた二重国籍者となる。
友人である武藤山治の誘いに応じ鐘紡株を買い進め、一時は筆頭株主となる。その後の鐘紡株をめぐる鈴木久五郎との仕手戦は「呉錦堂・鈴久事件」として証券取引上の事件となり、後に獅子文六の小説「バナナ」や映画「黄金街の覇者」のモデルにもなった。
1907年(明治40年)1月に尼崎町初島に東亜セメントを設立し、生産工業にも乗り出す。工場は2万坪の敷地に日量約300トンの能力を持つ焼成窯を備えた。株主はほとんどが神戸財界の有力者で、呉錦堂は7割の株を持つ筆頭株主であったが、社長にはならず松方幸次郎と共に監査役をしていた。その後、小野田セメント、大阪メリヤスなどの大株主になるが、同様に重役にはならなかった。
その後も日中貿易の隆盛に貢献し、中華会館理事長、中華商業会議所会頭として関西実業界に重きをなした。
1907年(明治40年)の秋に中国の故郷に里帰りした時には、水利事業に大金を寄附し、私立学校「錦堂学校」を建設した。日本でも神戸華僑同文学校(神戸中華同文学校の前身のひとつ)の設立当初から資金援助をして運営を支えている。また、神戸市垂水区の開拓事業にも寄与した。

## 孫文の支援者として
孫文の中国革命運動の支援者としても有名で、国民党神戸支部の支部長を務めた。孫文は舞子浜の呉の別荘・移情閣でしばしば英気を養った。移情閣は現在、孫文記念館として残されている。

## 小束野の開拓
1907年(明治40年)、明石郡神出村小束野の141町歩の原野を買い、翌1908年(明治41年)に開拓を始める。1917年(大正6年)まで約10年掛けて小束野の開拓は行われた。
当初は果樹園にする予定だったが、淡河川と山田川疎水の水利権を買い取り、神出にも用水路使用が可能となった為、水田に変更することとなった。用水をためる水がめとして宮ガ谷池と小束野池の二つの池が造られた。
開拓者を記念するため、1957年(昭和32年)に土地の人が呉錦堂の顕彰碑をたて、宮ガ谷池を「呉錦堂池」と改めた。広野ゴルフ倶楽部からよく見える。